# Wilber Córdova
Wilber Córdova Bellido (Miraflores - Lima, 14 de noviembre de 1980) es poeta, escritor, músico y docente universitario.
Doctor en Educación, magíster en Artes y licenciado en la especialidad de Lengua, Literatura, Filosofía y Psicología graduado en la Universidad Nacional de San Agustín, ha publicado textos de poesía, narrativa y ensayo, además de haber ganado algunos premios y reconocimientos a nivel regional, nacional e internacional en los que destacan el XXVIII Premio Nacional Horacio Zeballos (2019), el Concurso Nacional de Ensayos Antesala (2020), el concurso Latinoamericano de ensayos Indianismo y Latinoamérica (2020), los Fondos Concursables 2020 organizado por la Municipalidad Provincial de Arequipa y un reconocimiento a la Educación y la Cultura por parte del Congreso de la República (2021)

## Obras
Literatura autores y obras seleccionadas – Editorial ONG - PAD (2007)
Mis primeros cuentos mitológicos - Editorial ONG - PAD (2008)
Comunicación para todos – Editorial ABS (2014)
Razonamiento y habilidad verbal - Editorial ABS (2015)
Viejo Baúl - Editorial TEXAO (2016)
Ladrón de cantera – Editorial El Cuervo (2017)
Yuyariway - Editorial Texao (2018) 
El Concierto de Caronte - Editorial Urbanotopía (2019) 
Sinfonía de los muertos - Editorial Oblicuas (2020)
Una botella en el arrecife - Editorial Aletheya (2020) 
Educación e Identidad - Editorial MPA (2020) 
2020 El diario del Dr. Ruiz  - Editorial Pléyades (2021)
Hallp´aq Kallpan - Editorial Naúfrago (2022) 
Rosario - Editorial Pléyades (2023) 
Ensayo y error - Editorial Unsa (2024) 

## Distinciones
Ganador del Concurso Regional de Cómic organizado por el Centro Cultural Peruano Norteamericano (2014)
Ganador del Concurso Regional de Creación Literaria organizado por la UGEL Arequipa NORTE (2018)
Tercer lugar en el Concurso Literario Breves Historias de Amor organizado por la Municipalidad Provincial de Arequipa el (2019)
Primer Puesto en el II Concurso Regional de Poesía Piedra Blanca sobre Piedra Blanca organizado por la Universidad Católica San Pablo (2019)
Tercer lugar en el XXVIII Premio Nacional Horacio Zeballos Gámez organizado por la Derrama Magisterial (2019)
Primer Puesto en el I Concurso Nacional de Ensayos Antesala organizado por PROFORHUM (2020)
Tercer Lugar en el Concurso Nacional de Poesía, Antenor Samaniego organizados por ASONANSA (2020)
Primer Lugar en el concurso Latinoamericano de ensayos Indianismo y América Andina organizado por la asociación HUWAN YUNPA (2020) 
Ganador de los Fondos Concursables organizado por la Municipalidad Provincial de Arequipa (2020) 
Mención Honrosa en el XIII Concurso de Poesía Editorial Oblicuas – España (2020) 
Reconocimiento a la Educación y Cultura por el Congreso de la República (2021)
Finalista del Premio Copé de Poesía (2021)
Segundo Lugar del Concurso de Ensayos de la Municipalidad Provincial de Arequipa (2022) 
Primer Puesto en el Concurso de Cuentos El Búho (2023) 
Segundo Puesto en el Concurso de Poesía Antenor Samaniego Asonansas (2024) 
Ganador de los Fondos Concursables de Docentes de la Universidad Nacional de San Agustín (2024) 
Reconocimiento Ganador Concurso Literario El Búho XXV Aniversario (2025) 